# All's Well, Ends Well Too 2010
Pour plus de détails, voir Fiche technique et Distribution.
All's Well, Ends Well Too 2010 (花田囍事2010, Faa tin hei si 2010) est une comédie hongkongaise réalisée par Raymond Wong et Herman Yau et sortie en 2010 à Hong Kong.
Cinquième volet de la série des All's Well, Ends Well après All's Well, Ends Well 2009, sa suite, All's Well, Ends Well 2011, sort l'année suivante.

## Synopsis
Après avoir passé une décennie à perfectionner ses talents cérémoniels dans la Terre du Milieu, la princesse Perle de la Terre des fleurs (Angelababy) rentre chez elle sur ordre de son père. Sur le chemin du retour, elle tombe amoureuse du général Wing (Ronald Cheng (en)), un chef de l'armée de la Terre du Milieu. Peu de temps après qu'il a sauvé une jeune femme, Ying (Lynn Hung), au péril de sa propre vie, les voyageurs sont attaqués par une bande de pirates et la princesse Perle tombe à la mer pendant l'attaque. Miraculeusement, elle est sauvée par le père de Ying (Raymond Wong). Elle souffre maintenant d'amnésie. Mais le général Wing sait qu'elle est toujours en vie et il ne reposera pas tant que son amour ne sera dans ses bras.

## Fiche technique
- Titre original : 花田囍事2010
- Titre international : All's Well, Ends Well Too 2010
- Réalisation : Raymond Wong et Herman Yau
- Scénario : Edmond Wong
- Photographie : Chan Kwong-hung
- Montage : Wai Chiu-chung
- Musique : Mak Chun-hung
- Production : Raymond Wong et Zhang Zhao
- Société de production : Beijing Enlight Pictures (en) et Pegasus Motion Pictures
- Société de distribution : Pegasus Motion Pictures Distribution
- Pays d'origine :  Hong Kong
- Langue originale : cantonais
- Format : couleur
- Genre : comédie
- Durée : 93 minutes
- Dates de sortie :
  - Hong Kong : 11 février 2010
  - Singapour : 18 février 2010
  - États-Unis : 27 janvier 2012

## Distribution
- Louis Koo : le roi
- Sandra Ng : Yau
- Ronald Cheng (en) : le général Wing
- Raymond Wong : Million Weng, le père de Ying
- Angelababy : la princesse Perle de la Terre des fleurs
- Lynn Hung : Ying
- Lee Heung-kam (en) : la reine mère
- Kristal Tin (en) : l’impératrice
- Lam Suet
- Pan Yueming
- Ha Chun-chau
- Lam Chi-chung (en)
- Wilfred Lau
- Winkie Lai